# 池田村 (熊本県)
池田村（いけだむら）は、熊本県の北部、飽託郡にかつてあった村である。

## 地理
- 河川：井芹川

## 歴史
- 1889年4月1日 - 町村制が施行。一村単独村政で飽田郡池田村となる。
- 1896年4月1日 - 飽田郡と託麻郡が合併し飽託郡となる。
- 1921年6月1日 - 熊本市に編入。

## 学校
- 池田小学校（のちの池田尋常小学校、現在の熊本市立池田小学校）

## 交通

### 鉄道
- 九州鉄道

池田駅 - 1901年に上熊本駅と改称。